# 斯廷森萊克 (新罕布什爾州)
斯廷森萊克（英語：Stinson Lake）是位於美國新罕布什爾州格拉夫頓縣的非建制地區。

## 歷史
斯廷森萊克的郵局自1905年營運至今。

## 地理
斯廷森萊克所處的海拔為高於海平面406米（即1332英呎），而該地所採用的時區為UTC-5，即北美东部时区（EST）。同時該地設有夏令時間，為UTC-5調快一小時，即UTC-4（EDT）。